# Ventidio Cumano
Ventidio Cumano fue un político y militar del Imperio romano que vivió durante el siglo I Desempeñó el cargo de procurador romano de la provincia de Judea entre los años 48 y 52. No obstante, se desconoce si los territorios sobre los que tuvo autoridad oficial comprendían la totalidad de la provincia o únicamente una parte de ella, debido principalmente a un desacuerdo entre las fuentes historiográficas con las que se cuenta en nuestros días, el hebreo Flavio Josefo y el romano Tácito. Su tiempo en el cargo estuvo marcado por las constantes disputas entre su ejército y la población judía. La vacilación de la que hizo gala ante un asesinato de los judíos en territorio samaritano desembocó en un conflicto entre estos dos pueblos y, a raíz de una investigación dirigida por el gobernador de la provincia de Siria, Cumano fue enviado a Roma para enfrentarse a cargos por negligencia ante el propio emperador Claudio. Este lo consideró responsable de la violencia desatada en la zona y lo condenó al exilio.

## Procurador de Judea

Provincia de Judea en el

La primera evidencia histórica de la vida de Ventidio Cumano nos llega cuando es nombrado procurador de la provincia de Judea en 48, sustituyendo a Tiberio Julio Alejandro.

### Discrepancia histórica
La principal fuente histórica acerca de la vida de Cumano es el historiador Flavio Josefo, que lo menciona en sus escritos en calidad de gobernador de la provincia de Judea hasta el año 52, cuando es sucedido por Félix. Sin embargo, Tácito comenta que Félix ya estaba gobernando la provincia de Samaria antes del año 52, y que la autoridad de Cumano se extendía a la provincia de Galilea, al norte de Judea. No obstante, el historiador romano no hace mención alguna sobre quién gobernaba el resto de regiones de esta área.
La discrepancia entre estos dos historiadores ha llevado a los estudiosos modernos a posicionarse de uno u otro lado, y algunos autores han considerado a Josefo como una fuente más fiable que Tácito debido a su mayor conocimiento del pueblo judío. M. Aberbach cree, al igual que Tácito, que existía una división de poderes entre ambos gobernadores, aunque considera que Tácito invirtió la posición de estos. Según la visión de Aberbach, Cumano gobernaba el sur mientras Félix lo hacía en el norte, lo cual encajaría también con los escritos de Josefo, que registra las acciones de Cumano en Jerusalén y alrededores. Otra posibilidad es que parte de la provincia fuera transmitida a Félix tras los disturbios que se produjeron durante el gobierno de Cumano.

### Tensiones entre los judíos y los romanos
Bajo el gobierno de Alejandro, la provincia de Judea había disfrutado de un breve periodo de relativa calma que luego resultó ser transitorio, visto que el gobierno de Cumano estuvo marcado por la constante presencia de disturbios. Las tensiones comenzaron cuando los peregrinos judíos acudieron a Jerusalén para celebrar la festividad de la Pascua. Cumano, siguiendo el ejemplo de sus predecesores en el cargo, ordenó a un pequeño destacamento de legionarios que se posicionaran en las inmediaciones del Templo con el fin de mantener el orden entre la multitud. Sin embargo, estos soldados comenzaron a burlarse de las costumbres del pueblo judío, profiriendo ofensivos calificativos a la multitud reunida. Algunos de los que estaban allí se presentaron ante Cumano para quejarse del comportamiento de los legionarios, pero la mayoría decidió pasar a la acción acribillando a pedradas a los romanos. Los enfurecidos judíos decidieron buscar un chivo expiatorio y lo encontraron en la persona de Cumano, al que acusaron de ser el responsable de la provocación, dato que sirve como ilustración de que la relación entre el gobernador y los provincianos no debía haber sido buena antes incluso de estos acontecimientos. Viéndose incapaz de hacer frente a la agitada turba por su cuenta, Cumano pidió refuerzos y los lideró hacia el interior de la Fortaleza Antonia, un edificio fácil de defender que dominaba la ciudad de Jerusalén y sobre todo su Templo. Flavio Josefo estima que en la estampida que siguió a la llegada de los romanos murieron aplastadas entre 20.000 y 30.000 personas. No obstante, es probable que estas cifras sean una exageración, pero lo que es seguro es que la cifra de muertos fue considerable. Josefo describe así la situación el día después:

La fiesta se convirtió en motivo de luto para toda la nación.

Cuando un esclavo imperial llamado Estefano fue interceptado mientras viajaba cerca de Beth-horon se desencadenaron más disturbios. Como respuesta ante el robo, Cumano envío tropas a todos los pueblos de las inmediaciones donde se había producido el delito con órdenes de detener a los líderes de estas poblaciones y de saquear la zona. Uno de estos destacamentos encontró un fragmento de la Torá y lo destruyó a la vista de una población judía mientras que los soldados proferían blasfemias. Enfadados por esta afrenta a su dios y a su religión, los sectores judíos más radicales marcharon hacia Cesarea Marítima exigiendo el castigo de los culpables. Esta vez, el gobernador actuó con decisión y en un juicio falló en contra de la mala conducta de sus hombres y el soldado culpable fue decapitado en presencia de sus acusadores. Llegados a este punto la calma volvió a reinar en la provincia, aunque esta situación no duraría mucho.

### Tensiones entre los judíos y los samaritanos
Los acontecimientos que costarían finalmente a Cumano su cargo comenzaron con el asesinato de uno o varios peregrinos galileos que viajaban a Jerusalén a través de Samaria. Los galileos enviaron una embajada a solicitar a Cumano una investigación, pero no fue tomada en cuenta. Flavio Josefo afirma que el gobernador fue sobornado por los samaritanos para que hiciera la vista gorda. El resultado fue que una multitud de judíos decidió tomar la ley por su mano y, bajo la dirección de dos zelotas, Eleazar y Alejandro, el improvisado ejército invadió Samaria y comenzó una carnicería. Cumano ordenó a la mayor parte de sus tropas marchar contra los rebeldes, a los que derrotó matando a la mayor parte de ellos y capturando a muchos otros. El resto fueron convencidos por los líderes de Jerusalén para que abandonaran la lucha. A pesar de que se instaló una inestable paz, persistió un estado de guerra de guerrillas.
En esa época, se despacharon dos embajadas a Tiro con el fin de buscar el apoyo de Cayo Ummidio Cuadrato, legatus de Siria, quien ostentaba la capacidad de supervisar al procurador de Judea. Una de estas embajadas, enviada por los samaritanos, se quejaba de los ataques de los judíos a sus aldeas y la otra embajada, enviada por los judíos, responsabilizaba a los samaritanos de la violencia y acusaba a Cumano de apoyarles. Cuadrato accedió a investigar, e inició sus pesquisas en el año 52 en Judea, donde ordenó que todos los prisioneros judíos que Cumano había capturado fuesen crucificados y ordenó la ejecución por decapitación de varios otros judíos y samaritanos que se habían visto implicados en la lucha.
Al examinar el caso en Judea, vista la gravedad de los hechos, Cuadrato le envió a Roma, junto con otra serie de líderes judíos y samaritanos, acusado de ser responsable de la violencia y para que respondiera ante el emperador Claudio y entre los acusados se incluía el Sumo Sacerdote Ananías. 
En Roma, durante el proceso, varios de los libertos más influyentes de la corte imperial se posicionaron del lado de Cumano. Por otro lado, los judíos contaban con el apoyo de Herodes Agripa II, amigo de Claudio y cuyo padre, Herodes Agripa I, fue el último rey de Judea antes de que la provincia fuera puesta bajo el control de procuradores romanos. Al final del juicio, estuviese o no influenciado por los políticos de la corte, Claudio falló a favor de la parte judía, los dirigentes samaritanos fueron ejecutados y el exprocurador de Judea fue enviado al exilio. Marco Antonio Félix le sucedió en el procurado de Judea, y se desconocen los datos de la vida de Cumano tras su exilio.

### Antiguas
- Flavio Josefo, La guerra de los judíos.
- Flavio Josefo, Antigüedades judías.
- Tácito, Anales.

### Modernas
- Aberbach, M. (julio de 1949). «The Conflicting Accounts of Josephus and Tacitus concerning Cumanus' and Felix' Terms of Office». Jewish Quarterly Review 40 (1): 1-14.
- Schürer, Emil (1973). The History of the Jewish People in the Age of Jesus Christ: Volume I. revised and edited by Geza Vermes, Fergus Millar and Matthew Black (revised English edition edición). Edinburgh: T&T Clark. pp. 458-460. ISBN 0-567-02242-0.
- Smallwood, E. Mary (1981). The Jews Under Roman Rule from Pompey to Diocletian: A Study in Political Relations (2nd ed. edición). Leiden: E. J. Brill. pp. 263-269. ISBN 90-04-06403-6.